# Listă de scriitori români - G

## Scriitori români - G
| - Gafița, Mihai - Galaction, Gala - Galan, Valeriu Emil - Găleșanu, Dumitru - Gârbea, Horia - Gârleanu, Emil - Gavril, Matei - Genaru, Ovidiu - George, Alexandru - George, Tudor - Georgescu, Nicolae - Georgescu, Paul | - Gheorghe, Ioan - Gheorghiu, Constantin Virgil - Gheorghiu, Costache - Gheorghiță, Virgil - Gheție, Ion - Ghica, Ion - Ghica, Marius - Ghișoiu, Claudia - Ghițescu, Mihaela - Ghițulescu, Bogdan - Ghițulescu, Mircea | - Ghiu, Bogdan - Gligor, Andrei - Goga, Octavian - Golescu, Dinicu - Goma, Paul - Grădinaru, Dan - Grăsoiu, Liviu - Grigorescu, Mircea - Grigurcu, Gheorghe - Groșan, Ioan - Gyr, Radu |